# Gregory Chamitoff
Gregory Errol Chamitoff (* 6. August 1962 in Montreal, Kanada) ist ein ehemaliger US-amerikanischer Astronaut.

## Astronautentätigkeit
Er wurde als Bordingenieur der ISS-Expedition 17 zugeteilt und startete mit dem Space-Shuttle-Flug STS-124 zur Internationalen Raumstation. Am 30. November 2008 kehrte er mit STS-126 wieder zur Erde zurück.
Am 11. August 2009 wurde Chamitoff für die Shuttle-Mission STS-134 nominiert. Der Start zu dieser letzten Mission der Raumfähre Endeavour fand am 16. Mai 2011 statt, die Landung am 1. Juni.

## Persönliches
Chamitoff ist verheiratet und hat zwei Kinder.